# دانیکا (فیلم)
دانیکا (به انگلیسی: Danika) فیلمی محصول سال ۲۰۰۶ و به کارگردانی آریل ورومن است. در این فیلم بازیگرانی همچون مریسا تومی، رجینا هال، کریگ برکو، کایل گالنر، نیکی پریان، ریج کانیپه، بیلی هاجز، جیمز اوری، هانا مارکس و دانای گارسیا ایفای نقش کرده‌اند.